# Abschlammventil

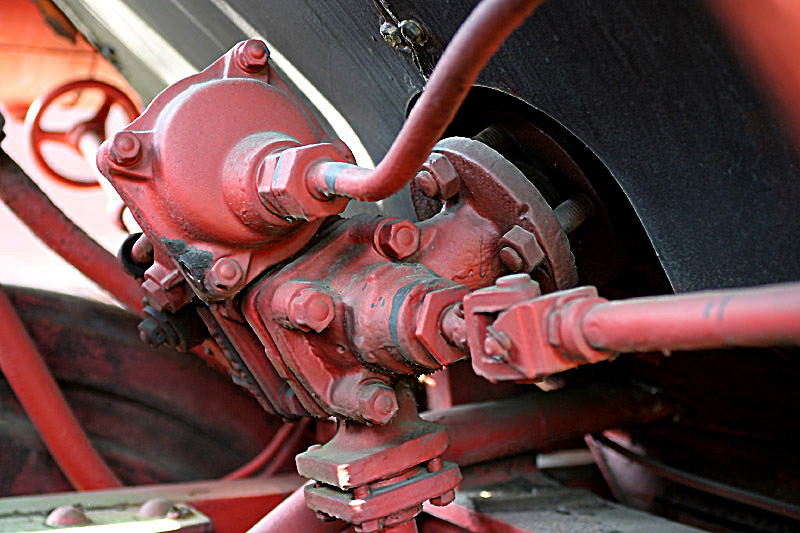
Gestra-Abschlammventil an einer Dampflokomotive der Baureihe 50

Ein Abschlammventil ist ein am tiefsten Punkt von Dampfkesseln angebrachtes Ventil, das zum regelmäßigen Ablassen des sich im Kessel bildenden Schlammes, der aus Wasserverunreinigungen, Kesselstein und Resten von Mitteln gegen die Kesselsteinbildung besteht,  benutzt wird. Ein solches Ventil kann auch zum vollständigen Entleeren eines Dampfkessels für Wartungsarbeiten oder zur Stilllegung der Anlage verwendet werden.
Abschlammventile leisten immer auch einen Beitrag zum Anlagen- und Personenschutz.

## Manuelle Abschlammventile
Bei den manuellen Abschlammventilen wird das Ventil mit einem Handhebel geöffnet.
Durch die schlagartige, 2–3 Sekunden dauernde Öffnung wird am Kesselboden ein „Unterdruck“ erzeugt, der den Schlamm auf dem Kesselboden mitreißt.
Danach wird nur noch Kesselwasser ausgeschleust, was  kontrolliert über die Absalzung erfolgt. Um betriebsbedingte, im Kesselschlamm enthaltene Feststoffe aufzubrechen, wurde eine besondere Konstruktion gewählt. Der Kegel wird von unten eingebaut, d. h. die Schließkräfte der Schließfeder und des Kesseldruckes werden aufsummiert.

## Automatische Abschlammventile

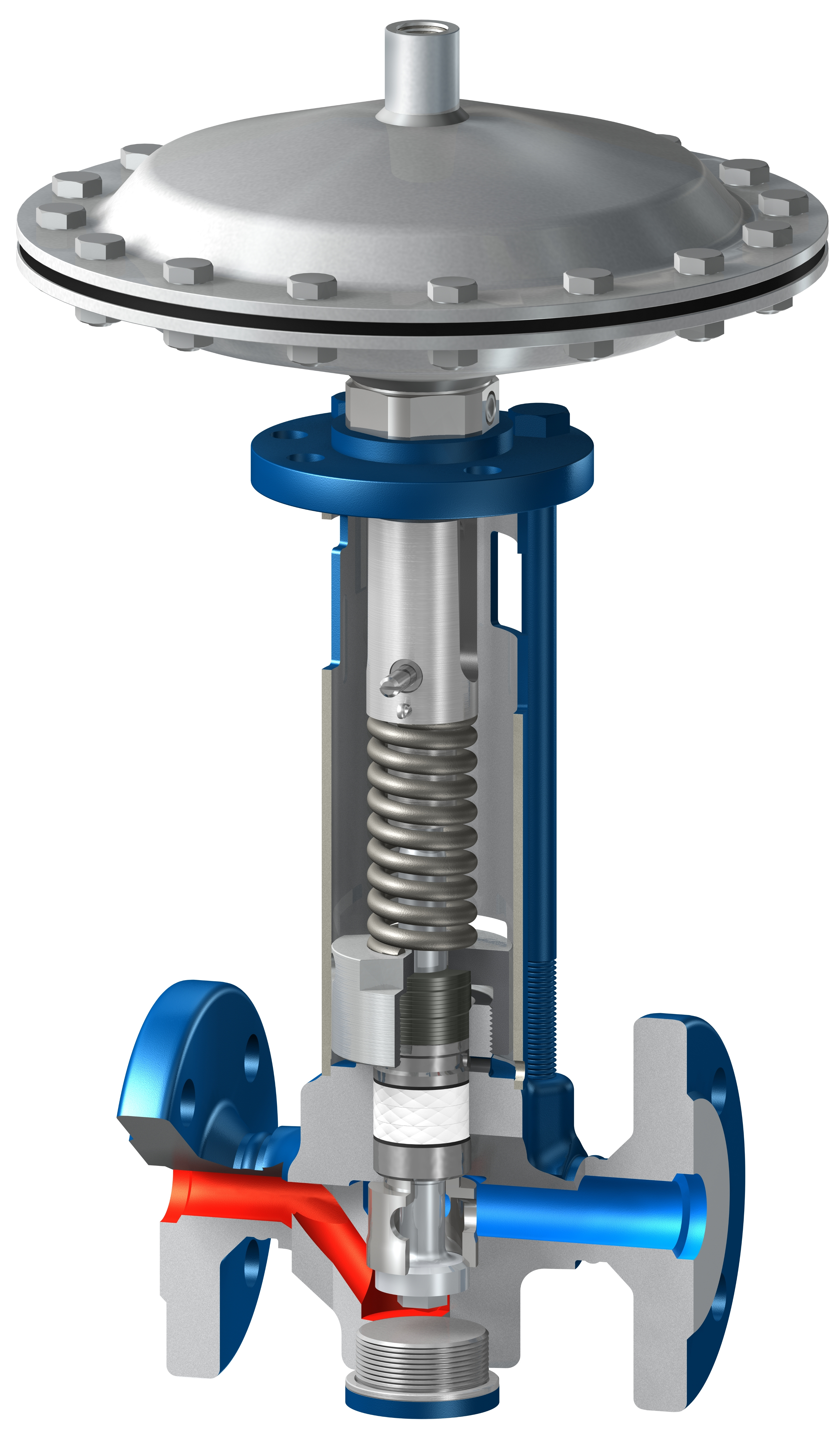
Abschlammventil mit Membranantrieb

Bei den automatischen Abschlammventilen erfolgt die schlagartige Öffnung des Ventiles mittels pneumatischem Membranantrieb, der über eine Abschlamm-Programmsteuerung mit integriertem Magnetventil angesteuert wird. Als Steuermedium können sowohl Druckluft als auch Druckwasser verwendet werden.

## Anwendung
Abschlammventile zeichnen sich aus durch:
- Optimierte Abschlammwirkung
- Unempfindlichkeit gegen Wasserschläge
- Integrierte Probenentnahme
- zusätzlicher Verschleißschutz, auch bei großen Durchsatzmengen
- hohe Zuverlässigkeit, lange Lebensdauer
- schnelle und einfache Montage
- konsequente Umsetzung des Arbeitsschutzes durch den Schutz vor dem Eingriff in bewegliche Teile

Dadurch sind ihre bevorzugten Einsatzgebiete:
- Großwasserraumkessel (Landanlagen, Dampflokomotiven, Seeschiffe etc.)
- Abhitzekessel
- Reindampferzeuger

Automatische Abschlammventile werden insbesondere in  Anlagen eingesetzt, die wachfrei betrieben werden.